# Ángel María Villar
Ángel María Villar Llona (Bilbao, 21 de enero de 1950) es un exfutbolista y dirigente deportivo español. Fue vicepresidente de la UEFA y presidente en funciones en 2016, vicepresidente de la FIFA, y presidente de la Real Federación Española de Fútbol desde 1988 hasta diciembre de 2017. Entre 1971 y 1981 se desempeñó como futbolista en el Athletic Club. Fue internacional en 22 partidos con la selección de fútbol de España, logrando tres goles.

## Biografía

### Como futbolista
Formado en las categorías inferiores del Athletic Club, Villar pasó por el C. D. Galdakao y el C. D. Getxo para regresar en 1971 al club vizcaíno, donde desarrolló toda su carrera como profesional. Con el primer equipo de los rojiblancos debutó en Primera División el 4 de septiembre de 1971. Se retiró en 1981, tras haber conquistado una Copa del Generalísimo en 1973 y haber sido subcampeón de la Copa de la UEFA en 1977.
Como jugador destacó por su entrega y su calidad, pero el 24 de marzo de 1974 en un partido contra el F. C. Barcelona le dio un puñetazo a la estrella azulgrana Johan Cruyff.

#### Selección española
Fue internacional en 22 partidos con la selección de fútbol de España, en los que anotó tres goles. Su debut con el combinado nacional se produjo el 17 de octubre de 1973 en Estambul. El 9 de diciembre de 1979 disputó su último partido como internacional, logrando un gol en una victoria por 1-3 ante Chipre.

#### Selección vasca
Jugó en el regreso extraoficial de la selección vasca de fútbol el 16 de agosto de 1979, en el estadio de San Mamés, y con Irlanda como rival. El partido amistoso acabó con una victoria por 4-1. La histórica alineación la formaron Iribar, Celayeta, Alexanko, Kortabarria, Escalza, el propio Villar, Periko Alonso, Jesús María Zamora, Dani, Jesús María Satrústegui y Txetxu Rojo. También jugaron Arconada, Agustín Gajate, Tirapu, Irureta y Argote.

#### Clubes
| Club           | País   | Años      | Partidos | Goles |
| -------------- | ------ | --------- | -------- | ----- |
| C. D. Galdakao | España | 1969-1970 |          |       |
| C. D. Getxo    | España | 1970-1971 |          |       |
| Athletic Club  | España | 1971-1981 | 361      | 11    |

#### Palmarés
| Título                | Club          | País   | Año  |
| --------------------- | ------------- | ------ | ---- |
| Copa del Generalísimo | Athletic Club | España | 1973 |

### Como dirigente
En 1978, Villar ya había sido uno de los fundadores de la Asociación de Futbolistas Españoles (AFE), sindicato del que llegó a ser vicepresidente. Posteriormente fue elegido presidente de la Federación Vizcaína de Fútbol y perteneció a la junta de la Real Federación Española de Fútbol (RFEF) presidida por José Luis Roca. En 1988 sustituyó a este como presidente, siendo reelegido en el cargo en seis ocasiones: 1992, 1996, 2000, 2004 , 2008, 2012 y 2017. Lo más destacable de este largo período fueron los éxitos deportivos de la selección española de fútbol al inicio y en los últimos tiempos de su mandato, ganando títulos como la medalla de oro en el torneo masculino de fútbol de los Juegos Olímpicos de 1992, las Eurocopas de 2008 y 2012 o el Mundial de 2010, así como numerosos trofeos en categorías inferiores.  
Fue Vicepresidente de la UEFA y de la FIFA. En diciembre de 2015 fue nombrado presidente en funciones de la UEFA, cargo en el que permaneció hasta 2016 al no presentarse a la elección, pero continuó siendo parte de la directiva de la UEFA.

#### Controversia como dirigente
En 2003 despidió a quien fue su secretario general durante doce años, Gerardo González, alegando deslealtad y bajo acusaciones de filtrar documentos a la prensa. Este a su vez denunció a la Federación por irregularidades económicas y presentó una candidatura a las siguientes elecciones, con la que no logró acceder a la presidencia. Desde esa fecha se inició un proceso de reforma estructural en todos los niveles, pasando a ser Jorge Pérez Arias el nuevo secretario general. Se construyó la nueva Ciudad del Fútbol Español en Las Rozas (Madrid), se remodeló la Dirección Deportiva federativa, con Fernando Hierro como máximo responsable, y la estructura administrativa de la RFEF (colocó a Vicente Casado Salgado en Marketing, a Emilio García Silvero en temas Jurídicos, a Pedro Rubio Otaño en Recursos Humanos y Calidad, y a Antonio Bustillo en Comunicación).
Durante su mandato en la RFEF, se cuestionó enormemente su gestión a diferentes niveles como el funcionamiento y designación en el colectivo arbitral, subvenciones, e incluso en su actuación contra determinadas resoluciones del gobierno español en materias de sucesión del cargo. El gobierno intentó promover una reforma en 2007 con una norma específica que, entre otros resultados, conduciría a que abandonase el cargo que ocupaba desde hacía más de veinte años. Villar respondió con una candidatura apoyada por más del 80% de los votos, obteniendo la reelección.
Diversos juicios pendientes de resolución por irregularidades económicas, graves deficiencias en el control y gestión de subvenciones que afectaban a más de 20 millones de euros acreditadas por el tribunal de cuentas llevaron al Consejo Superior de Deportes a congelar la subvención a la RFEF a la espera del dictamen judicial.

#### Caso Soule
El 18 de julio de 2017 fue detenido por la Guardia Civil, junto a su hijo Gorka Villar y al vicepresidente económico de la RFEF, Juan Padrón, en el marco de la Operación Soule, supervisada por el juez de la Audiencia Nacional Santiago Pedraz. Por orden del mismo juez, el día 20 de julio de 2017, ingresó en la prisión de Soto del Real de manera incondicional y provisional al entender el magistrado de la Audiencia Nacional que existía riesgo de obstrucción a la justicia, así como consecuencia de la gravedad de los delitos que había cometido presuntamente.
El 25 de julio de 2017, a la vista de los indicios de delito, la comisión directiva del Consejo Superior de Deportes, lo suspendió como presidente de la RFEF. Poco después dimitió de sus cargos en la FIFA y la UEFA. El 1 de agosto depositó la fianza de 300.000 € para salir de prisión.
El 21 de diciembre de 2017, el Tribunal Administrativo del Deporte (TAD) destituyó a Villar del cargo de presidente de la RFEF, al considerar probada su falta de neutralidad en unas elecciones celebradas unos meses antes. Fue sustituido provisionalmente por Juan Luis Larrea.

## Premios, reconocimientos y distinciones
- Medalla de Oro de la Real Orden del Mérito Deportivo, otorgada por el Consejo Superior de Deportes (2000)[18]